# リーシャ
リーシャ（イタリア語: Liscia）は、イタリア共和国アブルッツォ州キエーティ県にある、人口約700人の基礎自治体（コムーネ）。

## 地理

### 位置・広がり

#### 隣接コムーネ
隣接するコムーネは以下の通り。
カルピネート・シネッロ、 カルンキオ、 パルモリ、 サン・ブオーノ